# Jules Romains
Ne doit pas être confondu avec Jules Romain.
Pour les articles homonymes, voir Jules et Romains.
Jules Romains, nom de plume de Louis Farigoule, né le 26 août 1885 à Saint-Julien-Chapteuil (Haute-Loire) et mort le 14 août 1972 à Paris, est un écrivain, philosophe, poète et dramaturge français.
Il est connu pour son cycle romanesque Les Hommes de bonne volonté, publié entre 1932 et 1946, une œuvre monumentale de 27 tomes qui suit l'histoire de la France entre 1908 et 1933. Sa pièce de théâtre Knock ou le Triomphe de la médecine connaît également un grand succès.
Il est élu à l'Académie française en 1946.

## Biographie
Le père de Louis Farigoule, Henri Farigoule (1855-1933), naît à Coubladour (commune de Loudes, près du Puy-en-Velay) ; sa mère, Marie Richier, naît à Saint-Julien-Chapteuil.

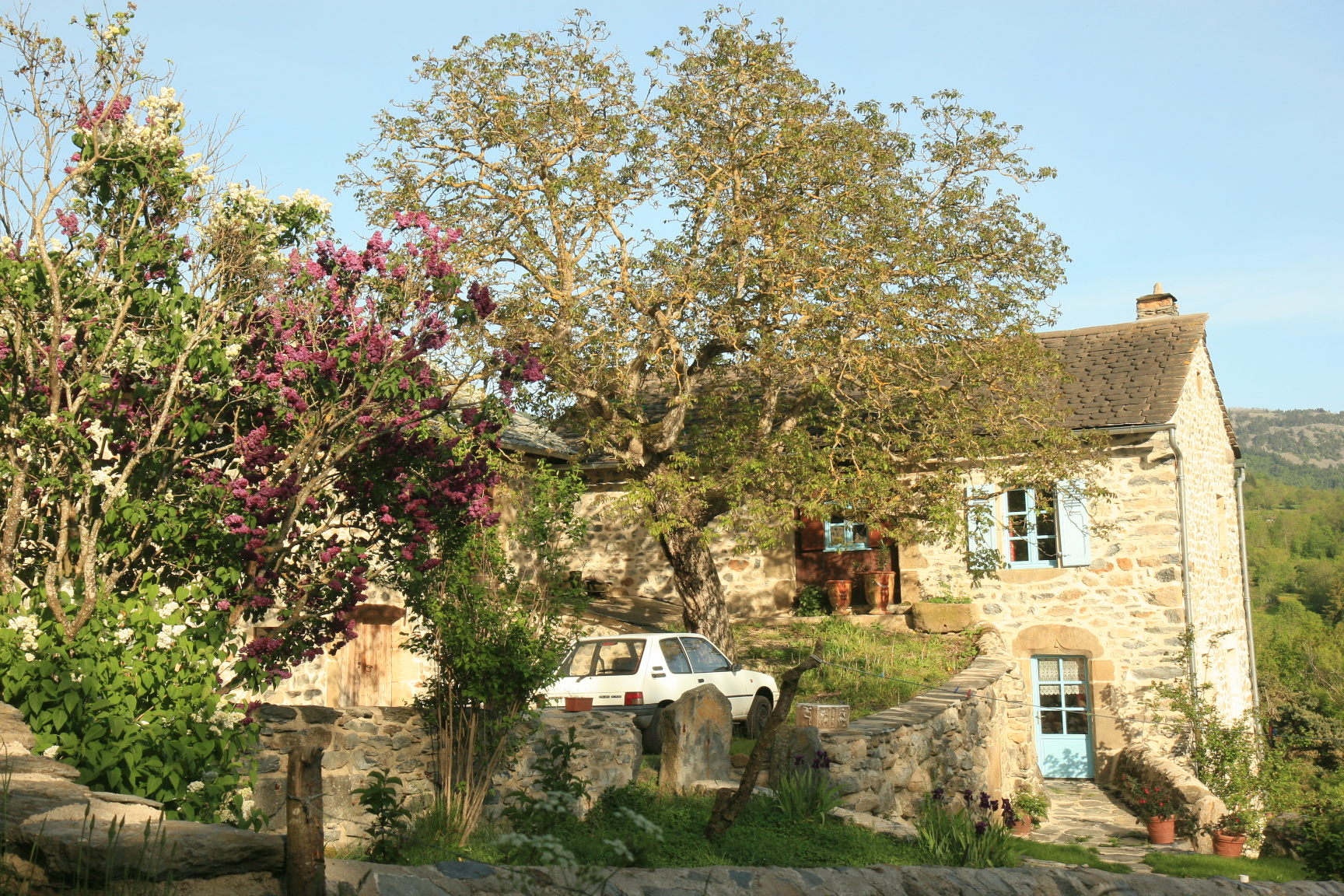
Maison natale de Jules Romains, région du Meygal en Haute-Loire.

Fils unique, Louis Henri Jean Farigoule naît le 26 août 1885 dans la ferme de ses grands-parents maternels à la Chapuze, dans la commune de Saint-Julien-Chapteuil, où son père était instituteur.
Très attaché à la terre natale, il revient chaque été s'y ressourcer ; elle sert d'ailleurs de toile de fond dans plusieurs romans.
Son père rejoint Paris où il obtient en 1887 un poste d'instituteur à Montmartre, à l'école de la rue Hermel,.
Élève du lycée Condorcet et de l'École normale supérieure, Louis Farigoule est agrégé de philosophie en 1909. Ayant suivi des cours de physiologie à l'École normale supérieure de Paris, il effectue des expériences sur la vision extrarétinienne qui sont publiées sous son nom en 1919.
Ayant pris le nom de plume de Jules Romains, il est proche du groupe de l'abbaye de Créteil (groupe de l'Abbaye) fondé en 1906 par Charles Vildrac et Georges Duhamel, qui réunit, entre autres, l'écrivain René Arcos, les peintres Charles Picart Le Doux, Albert Gleizes et le musicien Albert Doyen. Avec eux, en 1912, il découvre la littérature de Jean-Pierre Brisset, qu'il fait couronner prince des penseurs.
Il échappe à la Grande Guerre en occupant un « obscur poste à l'arrière » loin du front.
Sa carrière l'emmène à Brest, Laon, puis au lycée de Nice (aujourd'hui lycée Masséna) où il enseigne la philosophie de 1917 à 1919.
En 1927, il signe la pétition (parue le 15 avril dans la revue Europe) contre la loi sur l’organisation générale de la nation pour le temps de guerre, qui menace l'indépendance intellectuelle et la liberté d’opinion,. Son nom côtoie ceux de Lucien Descaves, Louis Guilloux, Henry Poulaille, Séverine… et ceux des jeunes normaliens Raymond Aron et Jean-Paul Sartre.
En 1929, il achète une propriété à Saint-Avertin, près de Tours : le manoir de la Grand'Cour. Il y possède une vigne dont il tire un vin blanc qu'il offre fièrement à ses visiteurs ou hôtes de passage. Il y séjournera tous les étés et y écrira une grande partie de son roman fleuve Les Hommes de bonne volonté.
Entre 1935 et 1939, il participe au comité France-Allemagne, animé par Otto Abetz et Fernand de Brinon, plus par pacifisme que par convictions politiques[réf. nécessaire]. Il adhère dans le même temps à la Ligue internationale des combattants de la paix. Ses efforts en faveur du rapprochement franco-allemand lui valent d'être reçu par les personnalités nazies[réf. nécessaire]. Ses pièces sont jouées en Allemagne et ses ouvrages traduits[réf. nécessaire]. Il publie en 1934 Le Couple France Allemagne. Il rompt en 1939[réf. nécessaire].
De 1936 à 1939, il préside le PEN club.
Pendant la Seconde Guerre mondiale, comme de nombreux intellectuels français,, il s'exile aux États-Unis , où il s'exprime parfois à la radio (Radio Boston ou Voice of America), puis à partir de 1941 au Mexique, où il participe avec d'autres fugitifs à la fondation de l'Institut français d'Amérique latine (IFAL) à Mexico.
Auteur polygraphe, il est élu à l'Académie française en 1946, au fauteuil 12, succédant à Abel Bonnard, lequel avait été radié l'année précédente pour indignité nationale.
En 1964, Jules Romains est nommé citoyen d'honneur de Saint-Avertin.
Il est à l'origine du concept d'unanimisme, dont il fut le principal représentant, et dont la gigantesque fresque Les Hommes de bonne volonté, odyssée de deux amis, Jallez et Jerphanion, l'écrivain et l'homme politique, racontée sur une période de vingt-cinq ans, constitue le plus remarquable exemple romanesque.
Après la guerre, il contribue de 1953 à 1971 au quotidien L'Aurore que dirige Robert Lazurick.
En avril 1971, il cosigne l’Appel aux enseignants lancé par l'Institut d'études occidentales après la démission de Robert Flacelière de la direction de l'École normale supérieure.
Il meurt à Paris le 14 août 1972 à presque 87 ans.
Il est inhumé au cimetière du Père-Lachaise (3e division), auprès de son épouse Lise décédée, quant à elle, en 1997.

## Académie française
Avec Paul Claudel, Maurice Garçon, Charles de Chambrun, Marcel Pagnol et Henri Mondor, il est une des six personnes élues le 4 avril 1946 à l'Académie française lors de la deuxième élection groupée de cette année visant à combler les très nombreuses places vacantes laissées par la période de l'Occupation.
Élu face à Léon-Paul Fargue, il y remplace Abel Bonnard, toujours en vie mais radié de l'Académie pour faits de collaboration. Ainsi, quand il est reçu le 7 novembre 1946 par Georges Duhamel, il ne prononce pas dans son discours l'hommage de son prédécesseur.
Après sa mort, il est remplacé à l'Académie française en 1973 par Jean d'Ormesson.

## Œuvres principales

### Les Hommes de bonne volonté
Fresque romanesque constituée de 27 volumes, publiés régulièrement entre 1932 et 1946, Les Hommes de bonne volonté commence le 6 octobre 1908, par une présentation de Paris et des principaux protagonistes, et se termine le 7 octobre 1933.
- 1. Le 6 octobre (1932)
- 2. Crime de Quinette (1932)
- 3. Les Amours enfantines (1932)
- 4. Eros de Paris (1932)
- 5. Les Superbes (1933)
- 6. Les Humbles (1933)
- 7. Recherche d'une église (1934)
- 8. Province (1934)
- 9. Montée des périls (1935)
- 10. Les Pouvoirs (1935)
- 11. Recours à l'abîme (1936)
- 12. Les Créateurs (1936)
- 13. Mission à Rome (1937)
- 14. Le Drapeau Noir (1937)
- 15. Prélude à Verdun (1938)
- 16. Verdun (1938)
- 17. Vorge contre Quinette (1939)
- 18. La Douceur de la vie (1939)
- 19. Cette grande lueur à l'Est (1941)
- 20. Le monde est ton aventure (1941)
- 21. Journées dans la montagne (1942)
- 22. Les Travaux et les Joies (1943)
- 23. Naissance de la bande (1944)
- 24. Comparutions (1944)
- 25. Le Tapis magique (1946)
- 26. Françoise (1946)
- 27. Le 7 octobre (1946)

### Trilogie romanesquePsyché(1922-1929)
- Lucienne (1922)
- Le Dieu des corps (1928)
- Quand le navire… (1929)

### Trilogie romanesque consacrée à Madame Chauverel (1957-1960)
- Une femme singulière (1957)
- Le Besoin de voir clair - Deuxième rapport Antonelli (1958)
- Mémoires de Madame Chauverel (2 vol., 1959-1960)

### Poésie
- L'Âme des Hommes, poésie (Crès, 1904)
- La Vie unanime, poésie (Abbaye, 1908 et Mercure de France, 1913)
- Premier Livre de prières, (Vers et prose, 1909)
- Un être en marche, poésie (Mercure de France, 1910)
- Odes et prières, poésie (Mercure de France, 1913 et N.R.F., 1923)
- Europe, poésie (N.R.F., 1916)
- Les Quatre Saisons, poésie (1917)
- Le voyage des amants, poésie (N.R.F., 1920)
- Amour couleur de Paris, (N.R.F., 1921)
- Ode Génoise, (Camille Bloch, 1925)
- Chants des dix années, rééd. de recueils antérieurs (N.R.F., 1928)
- L'homme blanc, poème (Flammarion, 1937)
- Pierres levées, suivi de Maisons, poèmes (Librairie Française, 1945)

### Romans et récits
- Le Bourg régénéré, conte (1906)
- Mort de quelqu'un, roman (Eugène Figuière, 1911)
- Puissances de Paris, récit (Eugène Figuière), 1911)
- Les Copains, roman (1913)
- Sur les Quais de la Villette, roman (Eugène Figuière, 1914)
- Donogoo Tonka, ou les Miracles de la science, conte (1920)
- Le Vin blanc de la Villette, nouvelles (1923)
- Nomentanus le réfugié, nouvelle (La Table ronde, 1945)
- Bertrand de Ganges, conte (1947)
- Le Moulin et l’hospice, roman (1949)
- Violation de frontières, roman (1951)
- Le Fils de Jerphanion, roman (1956)
- Un grand honnête homme, roman (1961)
- Portraits d'inconnus, nouvelles (1962)

### Théâtre
- L’Armée dans la ville (drame en cinq actes, en vers, créé à l'Odéon en 1911)
- Cromedeyre-le-Vieil (1920)
- Knock ou le Triomphe de la médecine, (1923, créé par Louis Jouvet). Une édition belge illustrée par Jean Dratz (s.d.)
- Monsieur Le Trouhadec saisi par la débauche (1923)
- Amédée ou les Messieurs en rang (1923)
- Le Mariage de monsieur Le Trouhadec (1926)
- Le Déjeuner marocain (1926)
- Démétrios (1926)
- Jean le Maufranc (1926)
- Le Dictateur (1926)
- Boën ou la Possession des biens (1930)
- Donogoo (1930)
- Grâce encore pour la terre ! (1939)
- L'An Mil (1947)
- Musse, écrit en 1930, (1959)
- Barbazouk, comédie en huit tableaux (1963)

### Essais
- Manuel de déification (1910)[14]
- La Vision extra-rétinienne et le sens paroptique, traité (1920)
- Petit traité de versification, en coll. avec Georges Chennevière (1924)
- La vérité en bouteilles (1927)
- Pour que l'Europe soit (1930)
- Problèmes d'aujourd'hui (1931)
- Problèmes européens (1933)
- Le Couple France Allemagne (1934)
- Visite aux Américains (1936)
- Pour l'esprit et la liberté (1937)
- Cela dépend de vous, recueil (1939)
- Sept mystères du destin de l'Europe (1940)
- Messages aux Français (1941)
- Retrouver la foi (1944)
- Le problème numéro un (1947)
- Salsette découvre l'Amérique, suivi de Lettres de Salsette (1950)
- Saints de notre calendrier (Goethe, Balzac, Hugo, Baudelaire, Gobineau, Zola…) (1952)
- Examen de conscience des Français (1954)
- Passagers de cette planète, où allons-nous ? (1955)
- Situation de la Terre (1958)
- Souvenirs et confidences d'un écrivain (1958)
- Hommes, médecins, machines (1959)
- Les hauts et les bas de la liberté : Suprêmes avertissements - Retrouver la foi - Nouvelles inquiétudes (1960)
- Pour raison garder (3 vol., 1960-1963-1967)
- Ai-je fait ce que j'ai voulu ? (1964)
- Lettres à un ami (2 séries) (1964-1965)
- Lettre ouverte contre une vaste conspiration (Albin Michel,1966)
- Marc Aurèle ou l'Empereur de bonne volonté (1968)
- Amitiés et rencontres (1970)

## Adaptations de l'œuvre

### Cinéma
- 1925 : Knock, réalisé par René Hervil (d'après la pièce Knock ou le Triomphe de la médecine)
- 1933 : Knock ou le triomphe de la médecine, réalisé par Roger Goupillières et Louis Jouvet (d'après la pièce Knock ou le Triomphe de la médecine)
- 1936 : Donogoo Tonka (version allemande), réalisé par Reinhold Schünzel (d'après la pièce Donogoo)
- 1936 : Donogoo (version française), réalisé par Reinhold Schünzel et Henri Chomette (d'après la pièce Donogoo)
- 1951 : Dr. Knock, réalisé par Guy Lefranc (d'après la pièce Knock ou le Triomphe de la médecine)
- 1965 : Les Copains, réalisé par Yves Robert (d'après le roman Les Copains)
- 2017 : Knock, réalisé par Lorraine Lévy (d'après la pièce Knock ou le Triomphe de la médecine)

## Distinctions

### Prix
- Concours général
- Prix Eugène-Dabit du roman populiste
- Grand prix des Meilleurs romans du demi-siècle

### Honneur
- Membre de l'Académie française (1946)

### Décorations
- Grande médaille d'or de la Société d'encouragement au progrès (1968)
- Commandeur de l'ordre des Arts et des Lettres
- Commandeur de l'ordre des Palmes académiques
- Grand officier de la Légion d'honneur

## Hommages
Une plaque commémorative est installée au 6, rue de Solférino (7e arrondissement de Paris), où Jules Romains vécut de 1947 à 1972.

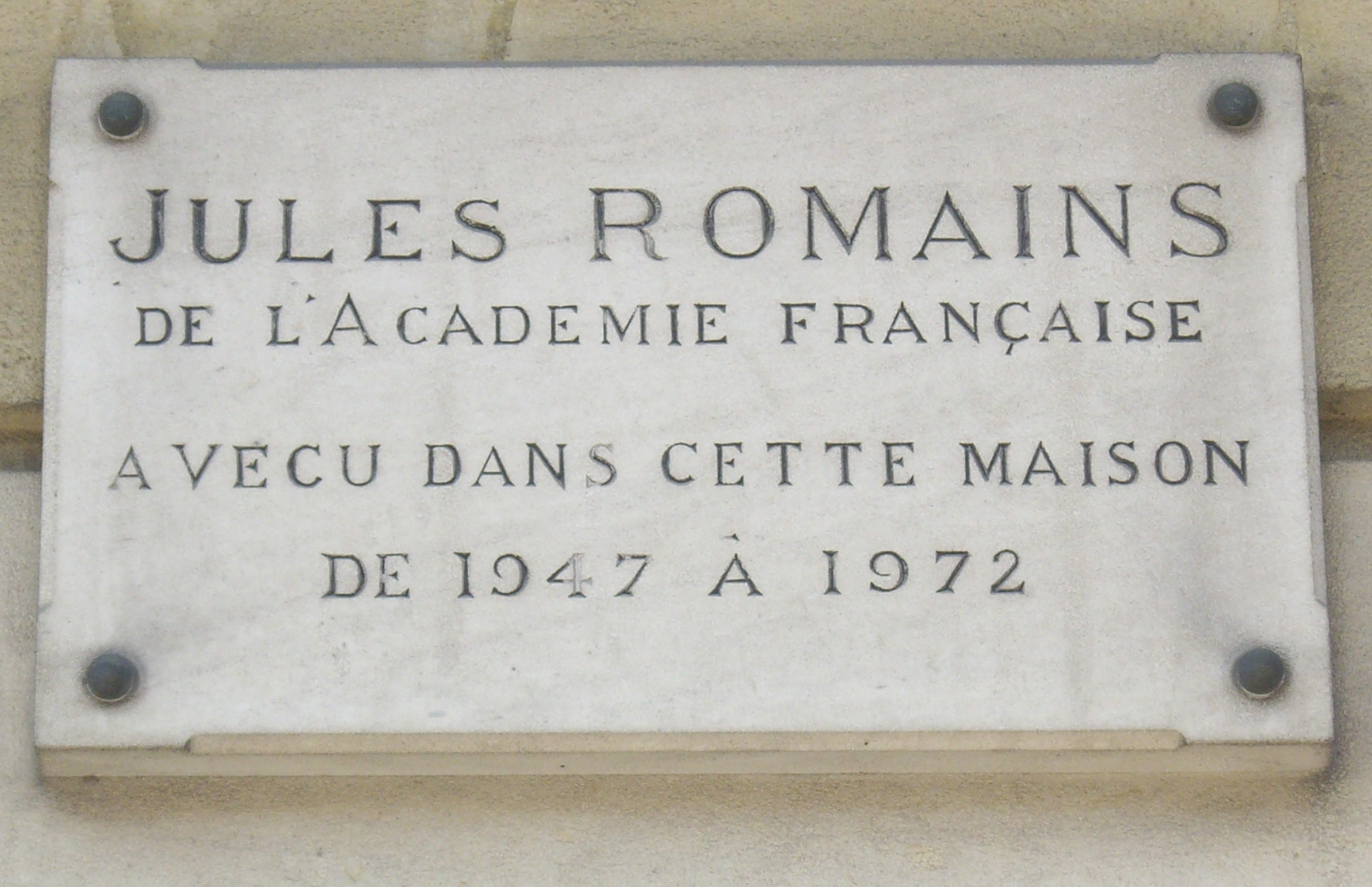

La rue Jules-Romains, dans le 19e arrondissement de Paris, lui rend hommage.

### Ressource radiophonique
- Jean-Noël Jeanneney, « Jules Romains, l'oublié ? » [audio], émission Concordance des temps (58 min), France Culture, 25 janvier 2025.

Conversation avec Olivier Rony, professeur de lettres, spécialiste de la littérature et du théâtre de la première moitié du XXe siècle et biographe de Jules Romains.